# Singles 1–12
Singles 1-12 – pierwsza składanka zespołu Melvins wydana w 1998 roku przez firmę Amphetamine Reptile. 

## Lista utworów

### Dysk Pierwszy
1. „Lexicon Devil" 1:42
2. „Pigtro" 3:54
3. „In the Rain" 1:30
4. „Spread Eagle" 4:18
5. „Leech" 3:09
6. „Queen" 3:13
7. „Way of the World" 3:58
8. „Theme" 3:19
9. „It's Shoved" 3:16
10. „Forgotten Principles" 1:09
11. „GGIIBBYY" 3:09
12. „Theresa Screams" 4:13

### Dysk Drugi
1. „Poison" 3:33
2. „Double Troubled" 5:15
3. „Specimen" 6:45
4. „All at Once" 3:28
5. „Jacksonville" 7:36
6. „Dallas" 6:14
7. „The Bloat" 3:15
8. „Fast Forward" 4:03
9. „Nasty Dogs & Funky Kings" 2:34
10. „HDYF" 6:28
11. „How-++-Harry Lauders Walking Stick Tree" 3:29
12. „Zodiac" 3:36

### Twórcy
The Melvins
- Buzz Osborne – gitara, wokal
- Dale Crover – perkusja
- Mark Deutrom – bas
- Lori Black – bas
- Matt Lukin – bas
- Mike Dillard – perkusja

Brutal Truth:
- Rich Hoak – perkusja w "Zodiac”
- Dan Lilker – bas w "Zodiac”
- Brent McCarty – gitara w "Zodiac”
- Kevin Sharp – wokal w "Zodiac”